# Лакей Іпполіт
«Лакей Іполит» (угор. Hyppolit, a lakáj) — угорський чорно-білий фільм, знятий 1931 року в жанрі комедії характерів режисером Стівом Секелі. Другий угорський фільм, знятий зі звуком. Культовий фільм в Угорщині, 2000 року визнаний одним з дванадцяти кращих угорських фільмів всіх часів. Сценарій фільму написаний Каролем Ноті на основі одноіменної вистави Іштвана Загона. Композитор — Міхаль Ейземанн.

## В ролях
- Дьюла Чортош — Іполит
- Дьюла Кабош — Матьяш Шнайдер
- Міці Гарасті — дружина Шнайдера
- Єва Феньвешші — Терка, дочка Шнайдера
- Дьюла Гозон — Макац
- Міці Ердельї — Мімі
- Пал Явор — Іштван Бенедек
- Шандор Гот — міський депутат
- Ерно Сенеш — Тобіаш
- Марча Шимон — Юлча

## Сюжет
Матьяш Шнайдер — багатій, але простонародного походження, підприємець в транспортній галузі, який швидко здобув свої статки. Його дружина, забагатівши, намагається копіювати поведінку аристократів. Після того, як вона наймає на роботу освіченого лакея Іполита, котрий служив у графській родині протягом 27 років, життя Шнайдерів змінюється. Тепер Матьяшу доводиться поголити вуса, почати носити смокінг та куштувати французьку кухню замість смаженої гуски з цибулею, а Іполит примушує дружину Матьяша займатися спортом та сидіти на дієті.
Дочка Матьяша, Терка, закохується в їхнього керуючого справами Іштвана Бенедека, колишнього водія, котрий змушений приховувати, що є дипломованим інженером. Інакше не зміг би знайти роботу в фірмі Шнайдера. Мати Терки вважає звичайного водія негідним руки її доньки, змушує його звільнитися, а сама тим часом планує видати Терку заміж за вихідця з аристократичної родини, але недалекого Макача. Чий дядько працює міським депутатом і може допомогти Шнайдеру отримати контракт по вивезенню з Будапешту сміття, а це автоматично гарантуватиме фірмі сяючі фінансові перспективи. Тим часом Шнайдер, дослухаючись до порад Іполита, намагається вести світське життя, яке в аристократичному середовищі Будапешту передбачало й вільні стосунки з театральними актрисами. З легкої руки свого лакея Матьяш починає зустрічатися з танцівницею та співачкою Мімі, але потрапляє в серію комічних ситуацій і змушений одночасно обманювати дружину та уникати зустрічей із Мімі. Розсерджена дівчина пробивається на віллу Шнайдерів і робить це у найнезручніший момент - там саме плануються заручини Терки з Макачем, на які запрошено важливих гостей, у тому числі й дядька нареченого, міського депутата. Назріває бучний скандал, безсилий щось вдіяти Матьяш змушений викликати свого звільненого керуючого Іштвана аби той нейтралізував танцівницю й допоміг уникнути скандалу. Іштван з'являється в елегантному фраці, запрошує Мімі на танець, чим викликає ревнощі Терки. І та починає діяти.

## Подальші покази
Фільм був повторно показаний в угорських кінотеатрах в 1945, 1956 та 1972 роках. Час від часу фільм демонструють по телебаченню і він до сих пір збирає багато глядачів. 2008 року фільм був відреставрований, оцифрований та випущений на DVD та Blue-Ray.
З усього акторського складу до реставрації фільму за допомогою комп'ютерних технологій дожила лише Єва Феньвешші, виконавиця ролі Терки. Яка й мала змогу його переглянути в якості значно кращій за оригінал. Невдовзі після чого й померла у віці 97 років.